# Бордер-колли
Бо́рдер-ко́лли (англ. border collie) — порода собак. Выведена на границе Шотландии и Англии. Отсюда название породы — border (от англ. граница). Относится к пастушьим породам, первоначально была выведена для работы с овцами, однако позднее были выделены скотогонные разновидности, для пастьбы крупного рогатого скота. Согласно исследованиям, проведённым учёными из Университета Британской Колумбии под руководством Стенли Корена, бордер-колли является самой умной собакой среди всех пород.

## История породы
В 1881 году был разработан стандарт породы и система оценки работы этих собак. Первые овчарки под названием «бордер колли» были зарегистрированы Джеймсом Рейдом в 1915 году.
Бордер-колли — довольно старая порода, её образование восходит к 1570 году. Прежде этих собак называли: рабочий колли, традиционный колли, английский колли, фермерский колли.

## Внешний вид
Бордер-колли — грациозная, пропорционально сложенная, крепкая и сильная собака. Голова умеренно широкая в черепе, без заметного затылочного бугра, морда сужается к мочке носа. Мочка носа чёрная, допускается коричневый и голубой пигмент у собак осветленных окрасов, ноздри открытые. Скулы плоские. Длина лба и морды одинаковые, что является отличительным признаком породы.
Шерсть может быть двух типов: средней длины и короткая. В любом случае хорошо развит плотный подшёрсток, хорошо защищающий от непогоды. Окрас может быть различным, однако белый цвет не должен преобладать. Хвост умеренной длины, низко посажен, кончик хвоста слегка приподнят. Лапы овальные, пальцы умеренно сводистые.
Движения свободные, лёгкие. Почти не отрывая лапы от земли, бордер-колли как бы крадётся, развивая при этом большую скорость

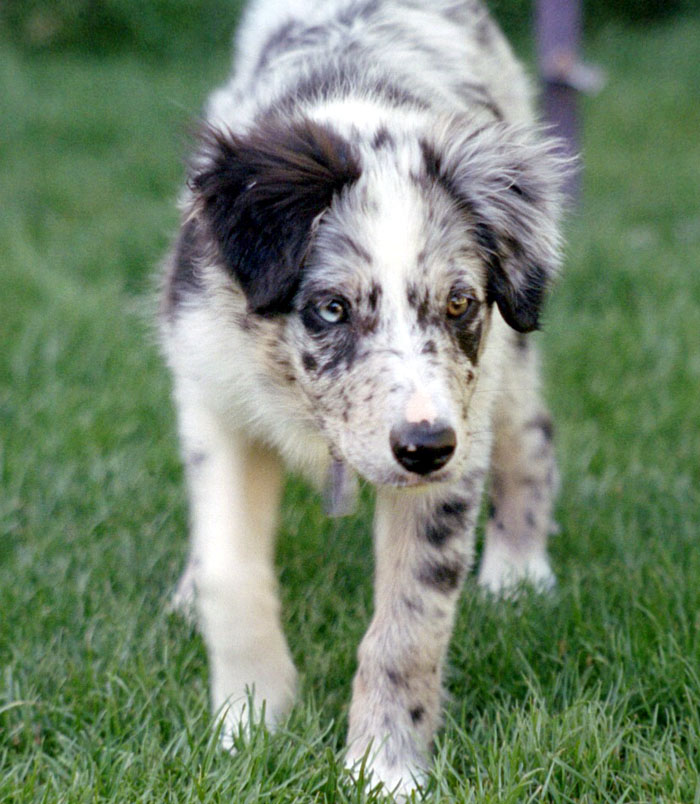
Щенок бордер-колли окраса блю-мерль

.

## Темперамент
Характер стремительный, энергичный, собака восприимчива, понятлива и проницательна. Собаки этой породы очень умны, но требуют постоянных физических и умственных нагрузок. В отсутствие необходимых нагрузок склонны к саморазрушению (разгрызанию лап, выеданию шерсти на хвосте и т.д.) и порче имущества (портят вещи, разгрызают игрушки, рвут обои, линолеум и т.д.). Не подходящая порода для людей без опыта в дрессировке собак, семей с маленькими детьми, людей, ведущих малоактивный образ жизни. Не являются собакой-компаньоном, требуют много внимания, постоянного обучения новым навыкам, не подходят для вольерного или уличного содержания.

## Работа и спорт с бордер-колли

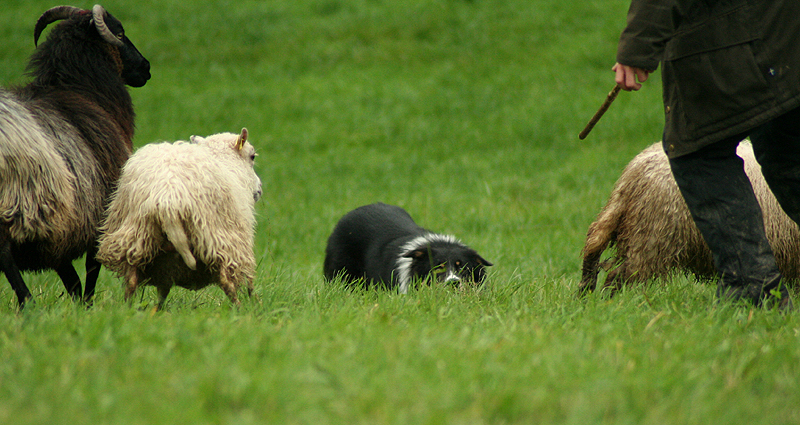
Бордер-колли пасет овец

Первоначальное предназначение бордер-колли, выпас овец, требовало отбора собак с исключительными интеллектуальными способностями, аналитическим мышлением, физической выносливостью и функциональной анатомией. Они и по сей день остаются незаменимыми помощниками пастухов по всему миру, особенно в тех областях, где пастбища расположены на холмистой и труднопроходимой местности, делающей невозможным использование мотоциклов и другого автотранспорта для контроля над стадом.
Отбор этих собак по рабочим качествам позволил представителям породы бордер-колли также показывать исключительные результаты во многих видах спорта. Бордер-колли являются наиболее популярной и успешной породой в таких дисциплинах, как аджилити, обидиенс, фрисби, флайбол, фристайл (танцы с собаками) и т. д.